# Aribert Heim
Aribert Heim (ur. 28 czerwca 1914 w Bad Radkersburg, zm. 10 sierpnia 1992 w Kairze) – austriacki lekarz, członek SA i SS działający w obozie koncentracyjnym Mauthausen-Gusen i jeden z najbardziej poszukiwanych zbrodniarzy nazistowskich. Ze względu na swój sadyzm nazywany był przez więźniów Doktor Śmierć.

## Kariera
Urodził się w austriackiej miejscowości Bad Radkersburg jako syn inspektora okręgu żandarmerii i gospodyni domowej. Studiował medycynę w Grazu. Doktorat z medycyny uzyskał na Uniwersytecie w Wiedniu w styczniu 1940. Już w 1935 Heim był członkiem Narodowosocjalistycznej Niemieckiej Partii Robotników (NSDAP), partii wówczas w Austrii nielegalnej, i wstąpił do SA. Po anszlusie Austrii do Rzeszy został 1 października 1938 członkiem SS, w której to organizacji osiągnął w 1944 stopień SS-Hauptsturmführera. W kwietniu 1940 zgłosił się ochotniczo do Waffen-SS i w tymże roku został lekarzem w KZ-Sachsenhausen, przeniesiony w czerwcu i lipcu 1941 do KZ-Buchenwald, a od kwietnia 1941 Heima powołano do inspektoratu obozów koncentracyjnych.
Od 1938 r. grał w hokeja na lodzie w wiedeńskim klubie „Engelmann”.

## Pobyt i zbrodnie w Mauthausen
Od 1 października 1941 był lekarzem obozowym w KZ-Mauthausen. Mimo że przebywał tam jedynie przez 2 miesiące (do grudnia 1941), Heim został zapamiętany przez więźniów jako jeden z najokrutniejszych lekarzy SS w tym obozie.
Przedmiotem jego zbrodniczych eksperymentów było badanie skuteczności różnorakich trucizn na więźniach obozu. Według zeznań pisarza rewiru i pracowników pomocniczych, przy operacjach Heim razem z aptekarzem obozowym Erichem Wasickym wstrzykiwał zabójcze substancje w serce bez stosowania narkozy, chcąc sprawdzić, która z trucizn jest najtańsza i najszybsza w użyciu. Tym sposobem zabił kilkuset ludzi. Usuwał bez narkozy organy (dla wprawy, z nudów lub sadyzmu), po czym mierzył czas do zgonu ludzi, którzy konali z krzykiem. Raz wedle świadków rozciął człowiekowi brzuch, pozbawił jelit i wątroby i czekał na zgon. Więźniowie bali się go jak śmierci (stąd jego pseudonim).

## Dalsze losy
Od lutego do października 1942 służył w 6 Dywizji Górskiej SS „Nord” w południowej Finlandii. Po służbie w Mauthausen był także lekarzem w szpitalu polowym SS w Wiedniu. 15 marca 1945 został schwytany przez Amerykanów i umieszczony w obozie dla jeńców wojennych w Ludwigsburgu. Po zwolnieniu z obozu, pracował w 1947 w szpitalu we Friedbergu w Hesji. W tym czasie grał w klubie sportowym w hokeja na lodzie w Nauheim. Ożenił się i w 1949 r. osiedlił się w Mannheim. Kilkakrotnie bezskutecznie starał się zrzec obywatelstwa austriackiego na rzecz niemieckiego. Od 1954 do 1962 r. wykonywał zawód ginekologa w Baden-Baden.

## Poszukiwania
Wiedząc, że austriacka policja rozpoczęła przeciw niemu śledztwo, postanowił się ukryć. Wydano międzynarodowy nakaz aresztowania Heima. W 1979 r. sąd w Berlinie skazał go na karę pieniężną w wysokości 510 tys. marek jako szczególnie popierającego nazizm swymi mordami w Mauthausen, na podstawie szczególnych przepisów drugiej ustawy o denazyfikacji, obowiązujących wówczas tylko w Berlinie. Na pokrycie kary zlicytowano dom w berlińskiej dzielnicy Moabit będący od 1958 r. własnością Heima, z którego czynsze dotąd zasilały konto poszukiwanego. Ukrywał się potem m.in. w Południowej Ameryce, na Bałkanach i w Danii.
Od 2005 do ok. 2007 władze niemieckie oferowały nagrodę 130 000 € za informacje mogące doprowadzić do jego aresztowania.
Aribert Heim był drugim na liście najbardziej poszukiwanych zbrodniarzy hitlerowskich (po Aloisie Brunnerze). Na początku lipca 2008 roku Centrum Wiesenthala opublikowało wiadomość, iż Heim najprawdopodobniej ukrywa się w Patagonii, w południowym Chile. Operacją poszukiwawczą zajmował się ostatni „łowca nazistów” Efraim Zuroff z Centrum Szymona Wiesenthala.
4 lutego 2009 niemiecka telewizja ZDF i „New York Times” poinformowały o rezultatach wspólnych poszukiwań Heima. Według nich Heim ukrywał się w Egipcie. Na początku 1980 r. przeszedł na islam, zmienił nazwisko na Tarek Farid Hussein. Syn Heima potwierdza, że jego ojciec zmarł w Kairze 10 sierpnia 1992 roku na skutek nowotworu jelit. Część badaczy i poszukujących Heima powątpiewało w jego śmierć, bowiem nie odnaleziono ciała zbrodniarza. 21 września 2012 sąd w Baden-Baden orzekł, że ciało znalezione w 1992 roku w Egipcie należy do zwodzącego władze i organa ścigania przez kilkadziesiąt lat Heima, rzeczywiście zmarłego na raka w Kairze w 1992 roku.
Przedstawione przez prawnika reprezentującego Heima dokumenty potwierdzające oryginalność certyfikatu przejścia na islam, egipskie prawo jazdy ze zdjęciem oraz akt zgonu na nazwisko Tarek Hussein Farid, a także zeznania świadków, tj. Egipcjan znających Heima, jak też zeznania syna Rudigera Heima pozwalają sądzić, że Tarek Hussein Farid, zmarły w Kairze na raka w 1992 roku to poszukiwany Aribert Heim.